# 장재식
장재식(張在植, 1935년 1월 19일 ~ )은 대한민국의 금융인, 정치인이다. 14, 15, 16대 국회의원이자, 산업자원부 장관을 지냈다. 경제학자 장하준, 과학 철학자 장하석의 아버지이다.

## 출신학교
- 광주서석국민학교 졸업
- 광주서중학교 졸업
- 광주고등학교 졸업
- 서울대학교 법과대학 법학 학사

## 생애
본관은 인동(仁同)이고 전라남도 광주 출신으로 광주서석초등학교, 광주서중학교, 광주고등학교를 나왔다.
서울대학교 법학과를 나온 뒤 행정고시에 합격했으며, 한국주택은행장을 지내고 1992년 민주당의 전국구 국회의원으로 정계에 입문한다. 1996년 새정치국민회의 서대문구 을 조직책으로 임명되어 15대 총선, 16대 총선에서 잇달아 당선되고 2001년에는 산업자원부 장관에 임명된다.
2001년 잠시 자유민주연합으로 당적을 옮긴 것 때문에 17대 총선을 앞두고 참여연대의 낙천대상에 이름을 올린다. 하지만 그의 당적 변경 배경은 자신의 뜻에 의한 것이 아니라 16대 총선에서 17석 밖에 얻지 못해 원내교섭단체에 3석 미달한 공동여당 자유민주연합을 구제하기 위해 김대중 대통령이 그와 3명의 국회의원(송영진, 배기선, 송석찬)에게 지시한 것이었다. 또 그가 자유민주연합 소속으로 산업자원부 장관에 입각하자 16대 총선에서 낙선한 자유민주연합 원외중진들의 반발이 심했다고 한다.

## 가족 관계
- 장진섭(할아버지)
  - 장병상(張柄祥, 1899 ~ 1958) - 아버지 (독립운동가. 상하이 임시정부 활동)
    - 최우숙(부인) - 교사
      - 장하준(張夏準, 1963 ~ ) - 장남 (케임브리지대 경제학 교수, 경제학자)
      - 장하석(張夏碩, 1967 ~ ) - 차남 (런던대 교수, 스탠포드대 과학철학 박사, 케임브리지대 과학철학 석좌교수, 러커토시 상 수상자)

    - 장정식 - 형제 (전 전남대 의대 교수)
      - 장하종(張夏鍾, 1959 ~ ) - 조카 (전 조선대 의대 교수)

    - 장충식(張忠植, 1929 ~ ) - 형제 (전 도의원, 한국닉스 대표이사)
      - 장하진(張夏眞, 1951 ~ ) - 조카 (전 여성가족부 장관. 전 충남대 교수)
      - 장하성(張夏成, 1953 ~ ) - 조카 (고려대 경영학과 교수)
      - 장하용 - 조카 (사업가)
      - 장하경(張夏慶, 1957 ~ ) - 조카 (광주대 교수)
      - 장하원(張夏元, 1959 ~ ) - 조카 (옥스퍼드대 경제학 박사, 하나금융 경영연구소장, 전 열린우리당 정책실장)

    - 장영식(張榮植, 1932 ~ ) - 형제 (뉴욕대 교수, 전 한국전력 사장)
      - 장하상 -조카 (보잉 이사)
      - 장진애 -조카 (변호사)

  - 장병준(張柄俊, 1893 ~ 1972) - 큰아버지 (상해 임시정부 외무부장)
  - 장홍재(張洪載) - 작은아버지
  - 장홍렴(張洪琰, 1910 ~ 1990) - 작은아버지 (만주독립군, 제헌 국회의원)

## 역대 선거 결과
|  | 29.17% |

|  | 39.55% |

|  | 46.74% |

|  | 7.1% |

## 소속 정당
| 소속 정당 | 소속 정당      | 소속 기간 | 비고                |
| --------- | -------------- | --------- | ------------------- |
|           | 민주당         | 1992~1995 | 정계 입문           |
|           | 통합민주당     | 1995~1996 | 합당                |
|           | 무소속         | 1996      | 탈당                |
|           | 새정치국민회의 | 1996~2000 | 입당                |
|           | 새천년민주당   | 2000~2001 | 합당                |
|           | 무소속         | 2000      | 탈당                |
|           | 자유민주연합   | 2000~2001 | 입당                |
|           | 무소속         | 2001      | 탈당                |
|           | 새천년민주당   | 2001~2003 | 복당                |
|           | 민주당         | 2005~2007 | 당명 변경 정계 은퇴 |
|           | 중도통합민주당 | 2007      | 합당                |
|           | 민주당         | 2007~2008 | 당명 변경           |
|           | 통합민주당     | 2008      | 합당                |
|           | 민주당         | 2008~2011 | 당명 변경           |
|           | 민주통합당     | 2011~2013 | 합당                |
|           | 민주당         | 2013~2014 | 당명 변경           |
|           | 새정치민주연합 | 2014~2015 | 합당                |
|           | 더불어민주당   | 2015~현재 | 당명 변경           |

## 같이 보기
- 서대문구 을
- 서울 서대문구의 국회의원
- 대한민국의 국세청 차장
- 대한민국의 산업통상자원부 장관